# トーマス・ドハティ
トーマス・アンソニー・ドハーティ（英: Thomas Anthony Doherty、1995年4月21日生まれ）は、スコットランドの俳優、歌手。

## 生い立ち
1995年4月21日にスコットランドのエジンバラで生まれた。本名はトーマス・アンソニー・ドハーティ。兄と妹がおり、両親は両方とも銀行業に勤務。エジンバラ王立高校(Royal High School in Edinburgh)卒業。 スコットランドのエジンバラにあるMGA舞台芸術アカデミー(The MGA Academy)に通いました。 彼は2015年7月にMGAアカデミーでミュージカル劇場を学んだ後卒業し、ロンドンのオリビアベルマネジメントと契約を結びました。 

## 略歴
2015年の夏にMGA舞台芸術アカデミーを卒業した後、エジンバラのタイガーリリーレストラン(Tigerlilly restaurant)で働いていた。休みの日はロッジのオーディションとエディンバラ・フェスティバル・フリンジに参加した。ザ・ロッジでショーン・マシューズの役を演じた。役に備えるためにマウンテンバイクで集中的なトレーニングをしていたロッジは北アイルランドのベルファストで撮影された 。 性格はスコットランド人ですが、ザ・ロッジが放映した108か国すべての視聴者に対応するために、発音を弱めることに力を入れた。2016年12月、ザ・ロッジは2月に制作を開始した第2シリーズにリニューアルした。
2016年、ディセンダント2のオーディションを受け、ピーターパンの悪役ジェームズ・フックの息子であるハリー・フック役を演じた。ディセンダント2は、2016年にカナダのバンクーバーで撮影され、2017年7月21日にディズニーチャンネルで放映された。2019年に初公開されたディズニーチャンネルの第3作、ディセンダント3でハリーフックとしての役を再演した。2017年8月、ヴォーグ (雑誌)によって世界で最もふさわしい50人の少年の1人に選ばれた。2019年から2020年まで、CWシリーズのレガシーにセバスチャンとして登場。2020年3月に、HBO Maxティーンドラマゴシップガールに出演する予定であることが発表された。

## 私生活
2016年12月から2020年10月まで女優のダヴ・キャメロンと交際していたが破局。交際中は仲睦まじい様子をSNSなどを通じて披露し、カップルとしての人気も高かった。
2021年3月以来、モデルのヤスミン・ワイナルドゥムと交際している。

## 主な出演作品
| 年        | 題名                                                   | 役名                   | 備考                                  |
| --------- | ------------------------------------------------------ | ---------------------- | ------------------------------------- |
| 2013      | ドラキュラ                                             | ストリートボーイ       | エピソード：「2人のマスターの召使い」 |
| 2016–2017 | ザ・ロッジ                                             | ショーン・マシューズ   | 主役                                  |
| 2017      | ディセンダント2                                        | ハリー・フック         | テレビ映画                            |
| 2017      | ディセンダント ショート・ストーリー アンダー・ザ・シー | ハリー・フック         | 短編映画                              |
| 2018      | High Strung: Free Dance                                | ゼンダー               | 映画                                  |
| 2019      | エカチェリーナ2世                                      | ピーターザバドフスキー | 3話                                   |
| 2019      | ディセンダント3                                        | ハリー・フック         | テレビ映画                            |
| 2019–2020 | レガシーズ                                             | セバスチャン           | シーズン２                            |
| 2020      | ハイ・フィデリティ                                     | リアム・ショークロス   | 3話                                   |
| 2021      | Gossip Girl                                            | マックス・ウォルフ     | 主役                                  |
| 2022      | デ・ヴィル家への招待状 The Invitation                  | ウォルター・デ・ヴィル |                                       |